# Stejnopohlavní manželství ve Švýcarsku
Švýcarsko umožnilo homosexuální párům uzavírat registrované partnerství v lednu 2007 po kladném výsledku referenda konaném v roce 2005. Zákon legalizující stejnopohlavní manželství byl předložen v roce 2013. V prosinci 2020 jej přijal švýcarský federální parlament a v září 2021 se konalo referendum, v němž se pro něj vyslovilo 64,1 % oprávněných voličů. Účinným se stane 1. července 2022.

## Registrované partnerství

Jak volily různé švýcarské volební obvody v referendu o registrovaném partnerství, 2005
> 60 %
50 % – 59 %
< 49 %

V celonárodním referendu konaném 5. června 2005 podpořilo 58 % Švýcarů návrh zákona o registrovaném partnerství, který garantuje stejnopohlavním párům žijícím v něm vesměs stejná práva a povinnosti jako mají manželé - status blízké osoby,daňové benefity, rovná práva v sociálním zabezpečení a pojišťovnictví, společný majetek a bydlení. Zákon o registrovaném partnerství nicméně neumožňuje homosexuálním párům společné osvojení dětí, přístup k asistované reprodukci a v případě zahraničních svazků nemá partner cizinec stejná práva při získávání trvalého pobytu ve Švýcarsku. Zatímco zahraniční manželé švýcarských občanů mají ze zákona právo na rychlé získání občanství, v případě registrovaných partnerů tomu tak není. Uzavře-li Švýcar stejnopohlavní manželství s cizincem, je z hlediska švýcarských zákonů na tento svazek nahlíženo jako na registrované partnerství.
Oficiálním názvem institucionalizovaných stejnopohlavních svazků je v němčině Eingetragene Partnerschaft, ve francouzštině partenariat enregistré, v italštině unione domestica registrata v italštině a partenadi registrà v rétorománštině. Návrh příslušného zákona přijala Národní rada 3. prosince 2003 v poměru hlasů 118:50. Rada kantonů jej pak přijala 3. června 2004 s drobnými pozměňovacími návrhy. Pro hlasovalo 33 poslanců, proti 5. Národní rada přijala pozměněný návrh 18. června téhož roku. Pro hlasovalo 112 poslanců, proti 51. Konzervativní Federální demokratická unie Švýcarska (Federal Democratic Union of Switzerland) v reakci na nově přijatou legislativu zahájila sběr podpisů za vypsání referenda, v němž se pak následně 58 % oprávněných voličů vyslovilo pro registrované partnerství. Příslušné hlasování se uskutečnilo 5. června 2005. Zákon o registrovaném partnerství se stal účinným 1. ledna 2007. Švýcarsko se tak stalo první zemí, kde byl zákon regulující homosexuální svazky přijat v referendu.
Federální zákon o registrovaném partnerství
| Možnost hlasování           | Počet hlasů | Počet hlasů (%) |
| --------------------------- | ----------- | --------------- |
| Ano                         | 1,559,848   | 58,04           |
| Ne                          | 1 127 520   | 41,96           |
| Platné hlasy                | 2 687 368   | 98,30           |
| Neplatné hlasy              | 46 470      | 1,70            |
| Celkem                      | 2 733 838   | 100             |
| Registrovaní voliči a účast | 4 837 844   | 56,51           |

### Heterosexuální páry
15. března 2016 přijala Národní rada dvě novely zákona o registrovaném partnerství, jejichž účelem bylo zpřístupnění institutu pro heterosexuální páry. Prošly v poměru hlasů 96:83 a 96:82.

### Adopce a rodičovství
Návrh zákona umožňující adopci dítěte partnera v rámci registrovaného partnerství přijal švýcarský parlament na jaře 2016. Jeho odpůrci se neúspěšně pokoušeli o vypsání referenda. Zákon se stal účinným 1. ledna 2018.
Článek 27 zákona o registrovaném partnerství upravuje vztah mezi dětmi a registrovanými partnery rodičů. Podle zákona je partner rodiče povinen přispívat na výživu jeho dětí, biologických i osvojených, a zároveň oprávněn je zastupovat v běžných věcech jako by byl jeho právoplatným zákonným zástupcem. Partner má rovněž v případě zrušení partnerství právo na styk s dítětem svého bývalého partnera. Díky tomuto ustanovení je švýcarský institut registrovaného partnerství považovaný za jeden z nejliberálnějších, neboť samotné partnerství dává partnerům rodičů už faktickou roli právoplatného zákonného zástupce.
V roce 2010 vypsaly švýcarské LGBT organizace iniciativu s názvem "Rovné příležitosti pro všechny rodiny" požadující rozšíření rodičovských práv homosexuálních párů. 30. září 2011 se jí zabývala Národní rada a zamítla jí v poměru hlasů 83:97. Iniciativa se nicméně stala pomyslným katalyzátorem širší politické diskuze na toto téma. Například poslankyně Maja Ingoldová za Švýcarskou evangelickou stranu se vyjádřila pro liberálnější přístup ke gay a lesbickému rodičovství navzdory faktu, že právě její strana byla jedním z odpůrců zákona o registrovaném partnerství. Bylo však zřejmé, že parlament zaujímá diametrálně odlišný přístup k té měkčí verzi adopcí, tedy pouze přiosvojení dítěte partnera, tedy nevlastního potomka už fakticky vyrůstajícího v duhové rodině. Zatímco u společného osvojení dětí byla podpora menšinová, tak osvojení dítěte partnera se zdálo být mnohem průchozejší.
Rada kantonů, horní komora federálního parlamentu, iniciativu přijala a její komise pro právní záležitosti vyslovila souhlas s návrhem otevřeného gay poslance Claude Janiaka za Švýcarskou sociálně demokratickou stranu, ze kterého byla vyňatá možnost společného osvojení dětí bez ohledu na rodinný stav nebo sexuální orientaci. V listopadu 2011 se komise jednomyslně usnesla na návrhu spolu s konzervativní Švýcarskou lidovou stranou. V únoru 2012 se federální rada, orgán výkonné moci, vyjádřila k postoji Rady kantonů, která plně podpořila přiosvojení dítěte partnera bez společných adopcí. 14. března 2012 přijala Rada kantonů v poměru hlasů 21:19 kompletní plné rozšíření adopčních práv pro stejnopohlavní páry bez ohledu na rodinný stav nebo sexuální orientaci.
Vzhledem k tomu, že výše uvedené Národní rada během debaty v září 2011 odmítala, hlasovalo se na její půdě ještě jednou. 13. prosince 2012 přijala Národní rada v poměru hlasů 113:64  možnost osvojení dítěte partnera, jak biologického, tak i osvojeného před vstupem do partnerství (successive adoption). Národní rada tehdy podstatně okleštila verzi přijatou Radou kantonů. 4. března 2013 se rozhodla verzi Národní rady ze 13. prosince 2012 podpořit i Rada kantonů (poměr hlasů 26:16).
V listopadu 2014 se v rámci nadcházejících parlamentních voleb rozhodla federální rada zakomponovat možnost adopce dítěte partnera do rozsáhlejší reformy osvojitelských práv. Pro přijetí připravovaných změn bylo zapotřebí také souhlasu federálního parlamentu. Odpůrci adopčních práv registrovaných partnerů se tehdy pokusili vypsat referendum, pro jehož uskutečnění je podle švýcarských zákonů zapotřebí získat minimálně 50 tisíc podpisů do 100 dní od publikace nově přijaté legislativy v promulgačním listu.
V lednu 2016 přijal Legislativní výbor Rady kantonů návrh zákona o adopcích dítěte partnera. Pro hlasovalo 7 členů, proti byli 3, a 1 se zdržel. 8. března 2016 byl návrh přijat Radou kantonů. Pro hlasovalo 25 poslanců, proti 14. Nový zákon se vztahuje i na nesezdané páry, a to jak homosexuální, tak i heterosexuální, a snižuje věk způsobilosti k osvojení dítěte z 35 na 28. Bývalá švýcarská prezidentka Simonetta Sommarugaová návrh podpořila se slovy, že je nezbytně nutný v zájmu ochrany dětí vyrůstajících v homosexuálních párech. 13. května 2016 byl návrh přijat Legislativní radou Národní rady. Pro hlasovalo 15 členů, proti 9. Následující den jej přijala Národní rada. Pro hlasovalo 113 členů, proti 64. Různé znění návrhů zpracovaných oběma komorami federálního parlamentu mělo za následek přepracování návrhu na finální verzi. Tu pak federální parlament přijal 17. června 2016. Pro hlasovalo 125 poslanců, proti 68 a 3 se zdrželi. Podle švýcarských zákonů měli odpůrci návrhu 100 dní na získání 50 000 podpisů za vypsání referenda o již přijatém zákonu. Před finálním hlasováním vznikl Výbor pro referenda složený ze členů několika politických stran s cílem vypořádání se s otázkou referenda. Žádná z většinově zastoupených politických stran jej ale nepodpořila. 4. října 2016 bylo potvrzeno, že se žádné referendum konat nebude, neboť se odpůrcům podařilo za 100 dní získat pouze 20 000 podpisů. Zákon se stal účinným 1. ledna 2018.

### Snadnější získávání občanství
14. března 2016 přijala Národní rada návrh zákona usnadňující párům žijícím v registrovaném partnerství snadnější získávání švýcarského občanství (Švýcarsko má poměrně liberální naturalizační zákony). Za současné právní úpravy má zahraniční manžel švýcarského občana nárok na získání občanství buď po pěti letech trvalého pobytu na území Švýcarska, nebo po třech letech trvajícího manželství. Na registrované partnery se tato ustanovení nevztahují. Návrh byl přijat v poměru hlasů 122:62. 26. září 2016 rozhodla Rada kantonů, že by se o této záležitosti mělo rozhodnout v rámci hlasování o stejnopohlavním manželství, k němuž byl dán podnět v roce 2013 (viz níže).

### Penzijní benefity
Koncem srpna 2008 rozhodl Federální soud, že by páry stejného pohlaví žijící v dlouhodobém svazku mají nárok na stejné podmínky v oblasti sociálního zabezpečení, jako heterosexuální páry. Zda žijí, či nežijí, ve společné domácnosti zde nehraje roli.

### Švýcarské reformované církve
Některé švýcarské reformované církve žehnají homosexuálním registrovaným partnerstvím. Mezi nimi jsou například Reformovaná církev Aargau, Reformované církve Kantonu Bern-Jura-Solothurn, Evangelická reformovaná církev Graubünden, Evangelická reformovaná církev Kantonu Luzern, Evangelická reformovaná církev Kantonu Sv. Gallena, Evangelická reformovaná církev Kantonu Schaffhausen, Evangelická reformovaná církev Ticina, Evangelická reformovaná církev Kantonu Thurgau, Evangelická reformovaná církev Kantonu Vaud a Evangelická církev Kantonu Curych.
Zbývající reformované církve takové kroky odmítají. Jedná se o Reformovanou církev Kantonu Neuchâtel a Evangelickou svobodnou církev Ženevy.
Od listopadu 2012 do července 2017 se dostalo pouze 8 homosexuálním partnerstvím požehnání ze strany Reformované církve Kantonu Vaud.

### Důchodové benefity
Koncem srpna 2008 rozhodl Nejvyšší federální soud Švýcarska (Federal Supreme Court of Switzerland), že homosexuální páry žijící v dlouhodobém trvalém svazku mají stejná práva v oblasti sociálního zabezpečení jako páry heterosexuální, přičemž není nutné splnit podmínku společné domácnosti.

### Statistiky
První registrované partnerství bylo uzavřeno 2. ledna 2007 v italsky mluvícím kantonu Ticino. Koncem roku 2019 bylo ve Švýcarsku uzavřeno celkem 11 551 registrovaných partnerství.

#### Federální úroveň (podle roku)
| Rok    | Ženské páry | Mužské páry | Celkem |
| ------ | ----------- | ----------- | ------ |
| 2007   | 573         | 1431        | 2004   |
| 2008   | 271         | 660         | 931    |
| 2009   | 284         | 588         | 872    |
| 2010   | 221         | 499         | 720    |
| 2011   | 246         | 426         | 672    |
| 2012   | 267         | 428         | 695    |
| 2013   | 230         | 463         | 693    |
| 2014   | 270         | 450         | 720    |
| 2015   | 261         | 440         | 701    |
| 2016   | 227         | 502         | 721    |
| 2017   | 306         | 483         | 789    |
| 2018   | 275         | 425         | 700    |
| 2019   | 255         | 419         | 674    |
| 2020   | 265         | 386         | 651    |
| Celkem | 3951        | 7600        | 11551  |

Nejvíc registrovaných partnerství bylo uzavřeno v kantonu Curych (3563) následovaném Vaudem (1279), Bernem (1201), Ženevou (1046), Aargau (606), Basilejí-městem (463), St. Gallenem (397), Lucernem (387), Basilejí-venkovem (385), Ticinem (308), Fribourgem (301), Valais (269), Solothurnem (261), Thurgau (233), Neuchâtelem (167), Zugem (146), Schwyzem (125), Graubündenem (124), Schaffhausenem (83), Jurou (51), Appenzellem Ausserrhodenem (44), Glarusem (28), Nidwaldenem (26), Obwaldenem (24), Uri (21) a Appenzellem Interrhodenem (13).

## Kantonální zákony

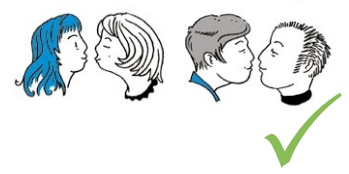
"Stejnopohlavní partnerství je ve Švýcarsku zcela normálním fenoménem." Ilustrativní obrázek luzernské kantonální vlády pro uprchlíky, 2016.

### Soužití
Současné švýcarské kantonální ústavy umožňují a garantují všem bez rozdílu právo na soužití a založení rodiny mimo manželství, a to jak heterosexuálním, tak i homosexuálním párům. Mezi tyto kantony patří i Vaud, Curych, Appenzell Ausserrhoden, Basilej-město, Bern, Ženeva, Zug, Schaffhausen, a Fribourg.

### Registrovaná partnerství
Kanton Ženeva přijal v roce 2001 vlastní kantonální zákon o partnerství. Ten garantuje všem nemanželským párům, homosexuálním i heterosexuálním, část práv a povinností plynoucích z manželství, vyjma daňových úlev, sociálního zabezpečení a zdravotních benefitů (na rozdíl od federálního zákona účinného od 1. ledna 2007). Ženevská legislativa se obsahově velmi podobá francouzskému PACS.
Na podzim 2016 přijalo Ministerstvo školství Kantonu Ženeva nové školské směrnice, které plně uznávají homoparentální rodičovství. Předtím nebyli homosexuální rodiče uznáváni, neboť školské interní dokumenty rozeznávaly pouze matku a otce. Přijetím těchto směrnic se přestalo pracovat s termíny "otec" a "matka" a zavedl se genderově neutrální výraz "rodiče".
22. září 2002 přijal Kanton Curych v referendu (62,7 % bylo pro) zákon o partnerství párů stejného pohlaví, který je v podstatě kopií ženevského zákona, ale podmínkou pro vstup do něj je délka soužití minimálně 6 měsíců.
V červenci 2004 přijal Kanton Neuchâtel v referendu (65:38) zákon uznávající nesezdané soužití.
Registrované partnerství párů stejného pohlaví bylo přijato jako ústavní zákon v Kantonu Fribourg. V květnu 2004 si tamní voliči odhlasovali novou podobu ústavy, s níž souhlasilo 58,03 % oprávněných voličů. 41,97 % bylo proti. Účinnou se stala 1. ledna 2005 a její nově znění říká následující: "Páry stejného pohlaví mají právo na registraci svého partnerství."

### Manželství
6. června 2016 hlasovala Kantonální rada Curychu v poměru hlasů 110:52 proti návrhu ústavní novely definujícím manželství jako svazek muže a ženy. V pozadí návrhu stála Federální demokratická unie Švýcarska (Federal Democratic Party of Switzerland - EDU), která iniciovala sběr podpisů pro vypsání referenda o přijetí zákona o registrovaném partnerství v roce 2004, a která se tímto snažila docílit přijetí ústavního zákazu stejnopohlavního manželství na kantonální úrovni, o což se už předtím také pokoušela manželská iniciativa z roku 2013. EDU a většina členů Švýcarské lidové strany byly pro přijetí návrhu, zatímco všechny zbývající strany, včetně Křesťanskodemokratické lidové strany, Evangelické lidové strany byly proti. EDU se však podařilo nasbírat 6000 podpisů potřebných pro vypsání kantonálního referenda, které pak proběhlo 27. listopadu 2016. V něm se drtivá většina voličů 80,9 % vyslovila proti ústavní definici manželství jako výhradního svazku muže a ženy. Pouze 19,1 % bylo pro. V některých volebních obvodech kantonu hlasovalo "ne" až 92 % voličů, tedy drtivá většina. Všechny otce hlasovaly proti.
Iniciativa "Schutz der Ehe"

| Možnost hlasování | Počet hlasů | Počet hlasů (%) |
| ----------------- | ----------- | --------------- |
| Ne                | 319 501     | 80,91           |
| Ano               | 75 362      | 19,09           |
| Celkem            | 394 863     | 100,00          |

## Stejnopohlavní manželství
V roce 2012 požádal parlament federální radu, aby přezkoumala zákon o rodině, zda reflektuje změny ve společnosti. V březnu 2015 vydala rada vládní report manželství a nových právech rodin, v níž doporučila legalizaci registrovaného partnerství pro heterosexuální páry a manželství pro homosexuální páry. Členka federální rady a švýcarská prezidentka Simonetta Sommarguová, jíž byl svěřen resort spravedlnosti, řekla, že doufá v brzkou legalizaci homosexuálních sňatků.

### Politické strany a podpora
Stejnopohlavní manželství podporují Švýcarská strana zelených, Konzervativní demokratická strana, Sociálně demokratická strana Švýcarska, Zelená liberální strana, Švýcarská strana práce, Křesťanskosociální strana Obwaldenu a většina liberálů. Švýcarská lidová strana, Křesťanskodemokratická lidová strana Švýcarska (CVP/PDC), Evangelická lidová strana, Ticino a Hnutí ženevských občanů jsou proti.
V roce 2017 se předseda CVP Gerhard Pfister nechal slyšet, že dle jeho odhadu až dvě třetiny poslanců jeho strany podporují zachování manželství jako výlučného svazku muže a ženy. Nicméně jak ukázaly volby v roce 2019, tak až 83 % voličů CVP s legalizací stejnopohlavního manželství souhlasí.
V dubnu 2018 hlasovalo ženské křídlo Liberálů v poměru hlasů 56:2 pro stejnopohlavní manželství.

### Lidová iniciativa Křesťanských demokratů "Za páry a za rodinu"
Křesťaňskodemokratická lidová strana (CVP/PDC) zahájila v r. 2011 sběr podpisů v rámci lidové iniciativy "Za páry a za rodinu - dost útoků na manželství" (Německy: Für Ehe und Familie - gegen die heiratsstrafe), (Francouzsky: Pour le couple et la famille - Non à la pénalisation du mariage). Iniciativa požadovala změnu článku 14 švýcarské federální ústavy a rovná fiskální a sociální práva pro manželské a nemanželské páry. Nicméně součástí požadavku na změnu ústavy bylo její doplnění o přímou definici manželství jako výhradního svazku jednoho muže a jedné ženy.
V listopadu 2012 byl sběr podpisů ukončen a iniciativa zahájená. Švýcarská federální rada iniciativu přezkoumala a podpořila ji. V říjnu 2013 byl federální parlament dotázán, zda doporučí voličům hlasovat pro tuto iniciativu.
10. prosince 2014 začaly diskuze na půdě Národní rady. Zelení navrhli dodatek garance ochrany jakýchkoli svazků před penalizací a Zelení liberálové požadovali přímou ochranu proti penalizaci manželství a jiných svazků definovaných zákonem.
V rámci politických debat byl znát rozkol mezi Švýcarskou lidovou stranu a Křesťanskými demokraty proti Zeleným liberálům, Zeleným, Sociální demokracii a Konzervativním demokratům. Liberálové byli v této věci rozpolceni. Švýcarská lidová strana a Křesťanští demokraté se nechali slyšet, že nesouhlasí s jakoukoli formou homofobie. Proti nim však argumentovala jiná politická uskupení s poukazem na fakt, že iniciativa je sama ze své podstaty diskriminační, neboť uzavírá cestu budoucímu možného zpřístupnění institutu manželství homosexuálním párům. Hodně poslanců nazvalo Křesťanskou demokracii "zpátečníky".
Po odmítnutí obou protinávrhů Zelených a Zelených liberálů se Národní rada finálně shodla na vlastní verzi zpracovanou Výborem pro ekonomické a daňové záležitosti. Ta měla na otázku heteronormativní definice manželství obdobný názor, a proto jí také z iniciativy vyňala. Protinávrh byl přijat poměrem hlasů 102:86. Původní návrh lidové iniciativy se tedy setkal s odmítnutím a švýcarskému elektorátu bylo doporučeno s ním nesouhlasit a přijmout protinávrh z dílny příslušného parlamentního výboru.
Rada kantonů (horní komora) protinávrh odsouhlasený 10. prosince 2014 Národní radou přijala 4. března 2015 poměrem hlasů 24:19, čímž se celou podstata křesťanskodemokratické iniciativy de facto zrušila. Rada kantonů taktéž hojně poukazovala na kontroverzní požadavek ústavní definice manželství nepřipouštějící jeho zpřístupnění homosexuálním párům. Idea rovných fiskálních a sociálních práv pro manželské i nemanželské páry nebyla nijak odmítána.

#### Referendum
28. února 2016 vyzvali křesťanští demokraté švýcarské voliče k účasti v referendu, v němž se rozhodovalo o tom, zda by mělo být manželství definované jako výhradní svazek jednoho muže a jedné ženy, který nesmí být znevýhodňován ve srovnání s jinými alternativami., čímž by došlo k přijetí ústavního zákazu stejnopohlavního manželství.
Pokud jde o parlamentní strany, tak křesťanští demokraté (vyjma Mladých křesťanských demokratů Kantonu Curych a Kantonu Ženeva), kteří odmítali tuto iniciativu), národně konzervativní Švýcarská lidová strana a konzervativní Evangelická lidová strana vedly kampaň za hlasování "Ano". Naopak sociální demokraté, liberálové, zelení, konzervativní demokraté a zelení liberálové odmítali text ústavní změny a vyzývali spolu s Amnesty International Switzerland, Economiesuisse (zaměstnanecká organizace), Švýcarským svazem odborů a Operation Libero k hlasování "Ne". Měsíc před konáním referenda proběhlo několik průzkumů, které ukazovaly 67 % podporu (22. leden 2016) a 53 % podporu (17. únor 2016).
28. února 2016 byla iniciativa odmítnutá nejtěsnější možnou většinu 50,8 % (1 664 217 proti 1 609 328). Voličská základna se během hlasování rozdělila na dva tábory, z nichž jedny byly téměř zajedno v hlasování "Ano" a druzí v hlasování "Ne". Většina kantonů hlasovala pro přijetí iniciativy. Proti iniciativě se vyslovily kantony Ženeva, Vaud, Bern, Curych, Grisons, Basilej-město, Basilej-venkov a Appenzell Ausserrhoden.
Během kampaně před referendem informovala švýcarské vláda, že téměř 80 000 manželských párů platilo vyšší daně než nesezdaná soužití, ale později dodala, že se ve skutečnosti jednalo o téměř půlmilionu. V červnu 2018 podali Křesťanští demokraté žalobu stížnost proti výsledku referenda. 10. dubna 2019 se švýcarský nejvyšší federální soud usnesl na zneplatnění výsledku referenda a nařídil jeho opětovné konání. O den později vyjádřila většina parlamentního klubu Křesťanských demokratů nesouhlas s iniciativou v její původní verzi a rozhodla se ustanovení o přímé definici manželství vyjmout. Podle informací deníku Tages-Anzeiger strana doufala, že se parlament shodne na jiné alternativě, která zruší dosavadní praxi diskriminace manželských párů v oblasti zdanění, díky čemuž si zachová svou tvář, jelikož tím splní hlavní účel iniciativy.
Následně bylo oznámeno, že se žádné další referendum konat nebude. Podle švýcarské ústavy může Federální rada buď oznámit datum konání nového referenda, případně předložit federálnímu parlamentu návrh příslušného zákona. Druhá varianta by pro Křesťanské demokraty znamenala stažení jejich původní iniciativy, což byl koneckonců jejich záměr. Viceprezident strany Charles Juillard k tomu řekl následující: "Naše strana je připravená svou iniciativu stáhnout za podmínky, že se Federální rada postará o to, aby manželské páry nebyly daňově diskriminovány." Na začátku ledna 2020 křesťanští demokraté svou iniciativu stáhli a oznámili, že zahájí jinou, která už bude obsahovat pouze rovná daňová a sociální práva manželských a nemanželských párů bez zmínky o přímé definici manželství.

### Parlamentní iniciativa "Manželství pro všechny"

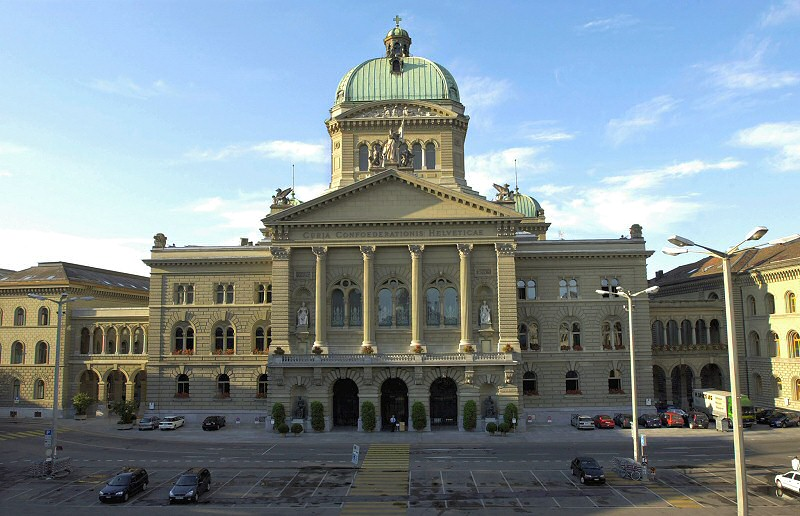
Federální palác v Bernu, sídlo obou komor Federálního shromáždění Švýcarské konfederace.

#### Politické diskuze
První návrh zákona o stejnopohlavním manželství předložila poslankyně Zelených Ruth Gennerová v prosinci 1998. Národní rada se jím zabývala o rok později, v prosinci 1999.
V prosinci 2013 začala Zelená liberální strana Švýcarska (Green Liberal Party of Switzerland) s parlamentní iniciativou "Manželství pro všechny" (německy: Ehe für Alle, francouzsky: Marriage pour tous, italsky: Matrimonio per tutti, rétorománsky: Lètg per tuts) usilující o ústavní změnu zpřístupňující manželství párům stejného pohlaví. 20. února 2015 se Legislativní výbor Národní rady začal iniciativou zabývat. Pro hlasovalo 12 členů, proti 9 a jeden se zdržel. Petice na podporu iniciativy byla spuštěná v květnu 2015 a postoupená Legislativnímu výboru Rady kantonů ještě před zahájením diskuzí s cílem přesvědčit její členy k podpoře. 1. září 2015 se výbor rozhodl zabývat iniciativou. Pro hlasovalo 7 členů, proti 5.
Později byla Legislativnímu výboru Národní rady položená otázka, zda bude návrh příslušného zákona předložen do dvou let, jak praví článek 111 švýcarské ústavy, tedy do roka 2017. Z důvodu komplexnosti připravovaných změn tomu však bylo až 11. května 2017, čímž se termín posunul o další dva roky, tedy do roka 2019. Proti iniciativě stál menšinový poslanecký klub Švýcarské lidové strany (SVP/UDC), který se jí snažil zablokovat. 16. června 2017 se Národní rada rozhodla na žádost Legislativního výboru posunout nejzazší termín pro předložení návrhu příslušné legislativy o další dva roky, tj. 2019.
Legislativní výbor svůj první report na toto téma vydal 17. května 2018 při příležitosti Mezinárodního dne proti homofobii, bifobii a transfobii. V dokumentu doporučil novelu švýcarského občanského zákoníku spočívající v odstranění dosavadní heteronormativní zákonné definice manželství a její nahrazení genderově neutrální. Součástí změn by byla i revize zákona o matrikách z roku 1953, která dosud definovala manželství jako svazek muže a ženy, jakož i dalších právních předpisů, včetně imigračních zákonů. Podle federálního resortu vnitra by součástí změny měla být i automatická legalizace společného osvojování dětí homosexuálními manžely. Výbor v tomto směru nedoporučoval žádné zásahy do dosavadních zákonů o osvojení týkajících se manželských párů. 6. července 2018 se na plénu Výboru konalo hlasování o úplném zamítnutí iniciativy. 18 členů bylo proti, jeden byl pro. Následně se hlasovalo o doporučení federálnímu parlamentu, aby iniciativu podpořil. Pro hlasovalo 14 členů, proti 11. Výbor se dále také usnesl, že uzákonění homosexuálních sňatků s sebou nenese nutnost ústavních změn, a že jej lze docílit novelou podpůrných právních předpisů. To znamenalo, že legalizace stejnopohlavních manželství nebyla podmíněná nutností konání referenda. Odpůrci ale měli možnost jej za splnění určitých zákonných podmínek vyvolat. V takovém případě by se i v případě přijetí novely příslušného zákona konalo referendum, v němž by jej musela podpořit prostá většina zúčastněných oprávněných voličů. I přes odpor LGBT skupin se Výbor rozhodl nezakomponovat do své verze návrhu zákona právo lesbických párů na umělé oplodnění a pozůstalostní důchody, díky čemuž ale měl mít větší šanci na přijetí. Začátkem července 2018 zahájila organizace Operation Libero sběr podpisů za stejnopohlavní manželství. Během jednoho týdne se pod příslušnou petici podepsalo 30 tisíc lidí.
14. února 2019 schválil Legislativní výbor Národní rady návrh zákona o stejnopohlavním manželství. Pro hlasovalo 14 členů, proti 4, jeden se zdržel. Vzápětí na to se konalo veřejné slyšení. Návrh počítal se zrušením dosavadního zákona o registrovaném partnerství s možností změny stávajících partnerství na manželství. Série veřejných slyšení byla zahájená 14. března a měla skončit 21. června 2019. Ukázalo se, že manželství pro všechny má podporu napříč celým politickým spektrem, vyjma Švýcarské lidové strany a 22 z 26 kantonálních vlád.
V lednu 2020 podpořila Federální rada návrh zákona o stejnopohlavním manželství. 11. června 2020 přijala návrh zákona o homosexuálních sňatcích Národní rada s pozměňovacími návrhy doplňujícími jej o zpřístupnění asistované reprodukce lesbickým párům. Pro hlasovalo 132 poslanců, proti 52. Návrh podpořili Sociální demokraté, Liberálové, Zelení, Zelení liberálové a Konzervativní demokraté. Lidovci byli z velké části proti. Křesťanští demokraté se nechali slyšet, že by návrh podpořili, kdyby neobsahoval možnost umělého oplodnění pro lesbické páry.
Rada kantonů návrh přijala 1. prosince 2020 s drobnými pozměňovacími návrhy, které se týkaly asistované reprodukce. Pro hlasovalo 22 poslanců, proti 15 a 7 se zdrželo. Protinávrh požadující změnu ústavy byl zamítnut těsnou většinu. Proti hlasovalo 22 poslanců, pro 20. V případě úspěchu by se případná legalizace stejnopohlavních manželství oddálila, jelikož by se v takovém případě muselo konat referendum, v němž by byla potřebná podpora kvalifikované většiny voličů a kantonů. 9. prosince 2020 přijala Národní rada pozměněný návrh přijatý Radou kantonů. Pro hlasovalo 133 poslanců, proti 57 a jeden se zdržel.
Finální hlasování o návrhu se konalo na společné schůzi obou komor federálního parlamentu, která se uskutečnila 18. prosince 2020. V Radě kantonů jej podpořilo 24 poslanců, 11 bylo proti a 7 se zdrželo  a v Národní radě bylo pro 136 poslanců, proti 48 a 9 se zdrželo.
Finální hlasování Národní rady (18. prosince 2020)
| Strana                                | Pro | Proti | Zdržel se | Nepřítomen (nehlasoval) |
| ------------------------------------- | --- | ----- | --------- | ----------------------- |
| Švýcarská lidová strana               | 14  | 33    | 5         | 1                       |
| Sociální demokracie                   | 36  | -     | -         | 3                       |
| Liberálové                            | 29  | -     | -         | -                       |
| Zelení                                | 28  | -     | -         | -                       |
| Křesťanskodemokratická lidová strana  | 9   | 11    | 4         | 1                       |
| Zelená liberální strana               | 15  | -     | -         | 1                       |
| Konzervativní demokratická strana     | 3   | -     | -         | -                       |
| Evangelikální lidová strana           | -   | 3     | -         | -                       |
| Liga za Ticino                        | 1   | -     | -         | -                       |
| Solidarita                            | -   | -     | -         | 1                       |
| Švýcarská strana práce                | 1   | -     | -         | -                       |
| Federální demokratická unie Švýcarska | -   | 1     | -         | -                       |
| Celkem                                | 136 | 48    | 9         | 7                       |

Finální hlasování Rady kantonů (18. prosince 2020)
| Strana                               | Pro | Proti | Zdržel se | Nepřítomen (nehlasoval) |
| ------------------------------------ | --- | ----- | --------- | ----------------------- |
| Křesťanskodemokratická lidová strana | 4   | 5     | 3         | 1                       |
| Liberálové                           | 7   | -     | 4         | 1                       |
| Sociální demokracie                  | 9   | -     | -         | -                       |
| Švýcarská lidová strana              | 28  | -     | -         | -                       |
| Zelení                               | 4   | -     | -         | 1                       |
| Bez politické příslušnosti           | -   | 1     | -         | 1                       |
| Celkem                               | 24  | 11    | 7         | 4                       |

#### Referendum

Výsledky švýcarského referenda o manželství podle kantonů, 26. září 2021

Švýcarský politický systém je založený na principu přímé demokraci, která spočívá v častém užívání lidových iniciativ a referend. Ze zákona mohou odpůrci přijatých zákonů do tří měsíců získat minimálně 50 tisíc podpisů za vypsání řádného referenda, v němž jej voliči buď podpoří nebo odmítnou. Této možnosti využila pravicová Federální demokratická unie Švýcarska (Federal Democratic Union of Switzerland - EDU) za podpory Švýcarské lidové strany (Swiss People's Party) a Křesťanskodemokratické lidové strany (Christian Democratic People's Party), které se podařilo získat 61 027 podpisů pod petici s názvem "Ano manželství a rodině, ne manželství pro každého". 27. dubna se peticí zabývalo Federální kancléřství, které podpisy ověřilo, a prohlásilo je za platné. V reakci na to zahájilo hnutí Operation Libero sběr podpisů za manželství pro všechny. Do konce dubna 2021 se pod příslušnou petici podepsalo více než 100 tisíc lidí.
Příslušné referendum o již přijatém zákonu o homosexuálních sňatcích se konalo v neděli 26. září 2021, přičemž pro jeho přijetí bylo zapotřebí prosté většiny. 64,1 % voličů napříč všemi kantony se vyslovilo pro novelu občanského zákoníku, tedy zpřístupnění instituce manželství párům stejného pohlaví, díky čemuž se Švýcarsko stalo v pořadí 29. světovou a jednou z posledních zemí Západní Evropy, která tak učinila.

## Veřejné mínění
Podle průzkumu Ifop z května 2013 by 63 % Švýcarů souhlasilo s legalizací stejnopohlavního manželství a adopce dětí homosexuálními páry.
Poté, co Výbor Národní rady pro právní záležitosti přijal rezoluci o stejnopohlavním manželství, byly 22. února 2015 publikovány dva průzkumy. V jednom z nich se 54 % respondentů vyslovilo pro stejnopohlavní manželství a adopce dětí homosexuálními páry, zatímco v tom druhém to bylo 71 %.
Průzkum uskutečněný mezi dubnem a květnem 2016 ukázal, že 69 % Švýcarů podporuje stejnopohlavní manželství, 25 % je proti a 6 % je nerozhodnutých. 94 % voličů Zelených podporovalo tuto legislativu ve srovnání s 59 % voličů Švýcarské lidové strany a 63 % voličů Křesťanské demokracie.
Jiný výzkum Tamedia uskutečněný 5. a 6. prosince 2017 shledal, že 45 % Švýcarů podporuje jak stejnopohlavní manželství, tak i adopce dětí homosexuálními páry. 27 % bylo pouze pro stejnopohlavní manželství, 3 % pouze pro homoparentální osvojování a 24 % proti obojím. Dalo by se tedy ale říci, že by 72 % většina Švýcarů neměla problém se stejnopohlavním manželstvím, zatímco 22 % bylo jasně proti. U voličů zelených, sociálních demokratů a u zelených liberálů byla zaznamenána větší podpora: 88 % pro, 9 % proti a 3 % nerozhodnutých. 76 % voličů liberálů podporovalo stejnopohlavní manželství, zatímco 22 % bylo proti. 66 % voličů křesťanských demokratů a 56 % voličů švýcarských lidovců bylo pro stejnopohlavní manželství.
Průzkum Pew Research Center, který proběhl mezi dubnem a srpnem 2018 ukázal, že 75 % Švýcarů podporuje stejnopohlavní manželství, zatímco 24 % je proti a 1 % neví, nebo nechce odpovědět. Co se týče náboženského vyznání, tak 89 % podpora stejnopohlavního manželství je u respondentů bez vyznání, 80 % u nepraktikujících křesťanů a 58 % u praktikujících křesťanů.